# Mindre företag som var verksamma i Arbrå
Mindre företag som var verksamma i Arbrå under andra halvan av 1900-talet är bland annat nedanstående nu nedlagda företag.

## Albert Edmans Mekaniska Verkstad
Albert Edmans Mekaniska Verkstad var en mekanisk verkstadsrörelse i Arbrå som verkade mellan åren 1947 och 1960.
Släkten Edman kom till Arbrå i samband med järnvägens byggande på 1870-talet och den förste var Nils Nilsson Edman, född 14 september 1857 i Brunskog i Värmland. Sonsonen Albert, född 10 april 1913, började sin bana med att ta hönshuset i besittning och tillverkade sot- och gödselrakor och cykelställ. Han kom över plåttaket på gamla villan på Forsön och av detta gjorde han trädgårds- och barnskottkärror. Det räckte till 500 skottkärror. Efterfrågan på skottkärror blev stor och han hyrde lokal i Svealunds ladugård. 1947 behövdes större plats och nya verkstadslokaler byggdes i Kyrkbyn, där tillverkningen startade med tre anställda och utökades till cirka tio på 1950-talet.
I och med Albert Edmans dödsfall 6 mars 1960 nedlades företaget och verkstadslokalen såldes. Verkstadslokalen såldes till "Tupp-Gunnar" Persson i Bollnäs för att hans firma Bollnäs Verkstad AB skulle utvidga. Detta blev inte av i Arbrå, eftersom Bollnäs kommun kunde erbjuda bättre villkor med en ny tomt i Norrborn.

## Arbrå Träprodukter
Arbrå Träprodukter (ATP), sedermera Exellan AB, var en så kallad ”Skyddad verkstad” i Arbrå mellan åren 1968 och 1982.
Sommaren 1968 var det klart för start för en s.k. Skyddad verkstad i Arbrå. Firma Danielsson & Wiks Eftr. snickerifabrik var till salu och den inköptes av kommunen, tillbyggdes och kompletterades för att bli lämplig för sitt ändamål. Verksamheten kom senare att utgöra en del av Stiftelsen Samhällsföretag (Exellan AB), sedermera Samhall AB. Enligt Arbetsmarknadsstyrelsens (AMS) definition är en person arbetshandikappad som p.g.a. fysiskt, psykiskt, förståndsmässigt eller socialmedicinskt handikapp har eller förväntas få svårigheter att erhålla eller bibehålla ett arbete på den reguljära arbetsmarknaden. Tyngdpunkten på produktionen var träprodukter av hög kvalitet och det började redan med virkesinköpen från norra Sverige där bästa virket fanns att få. Vid starten sysselsattes 7 arbetstagare, föreståndare och verkmästare. Verkstaden maximerades för 25 arbetstagare plus föreståndare, verkmästare och 3 stödarbetare. De personer som fått arbete på en skyddad verkstad har kommit dit på grund av skador eller sjukdom som fordrar ändrade arbetsförhållanden och en förändrad livsrytm. Det kan bli många sjukdagar fast man kunnat återgå till produktionen och en överbeläggning med 10 procent rekommenderades därför av AMS.
Det kunde finnas 20 till 25 personer i väntan att få arbete på Arbrå Träprodukter (ATP). En naturlig avgång från verkstaden på grund av förvärrade åkommor fylldes på från denna kö. Efterfrågan på ATP:s produkter ökade ständigt och föreståndaren sen starten, Sven-Lennart Carlsson, såg positivt på detta, liksom att möbelserien "Ljusnan" blev ett riktigt slagnummer. Stolarna ur denna serie har sålts i cirka 10 000 exemplar. Formgivare var Sven-Lennart Carlsson efter en modellidé från fru Ingrid Carlssons föräldrahem i Laviken i Växbo. Cirka 2000 bastanta bord av varierande längd har tillverkats och cirka 7000 ”ribbänkar” förutom alla småjobb som ATP fått emotta. Kunder kom från hela Sverige, från Malmö i söder till Kiruna i norr. Även från Amerika och England har förfrågningar inkommit men produktionskapaciteten räckte inte till för utlandsleveranser. Med vissa förändringar skulle verksamheten kunnat gjorts mera lönsam, d.v.s. drivas med mindre förlust. AMS hade vissa normer för vad som krävdes med godtagbart resultat.

## Ingvar Hedlunds Snickeri
Ingvar Hedlunds Snickerifabrik var en snickerifabrik i Norränge i Arbrå från 1952 till 1982.
Gustav Ingvar Hedlund, född 13 april 1923, från Ore i Furudal, hade som anställd hos Olle Persson i Högbo skaffat sig en gedigen utbildning. Verksamheten påbörjades i Norränge i liten skala, men efterhand byggdes nya lokaler. Tillverkningen startade med blandade snickeriprodukter, bl.a. stafflier.
Efterhand startades produktion av knuttimrade småstugor. "Arbråstugan" blev snabbt populär och en mycket stor artikel. Antalet anställda växlade genom åren, men företaget hade som mest ett 20-tal anställda, sommartid det dubbla, då skolungdom kunde få arbete. Arbråstugorna har med framgång sålts i Sverige, Danmark och Japan. 1982 gick företaget i konkurs och Ingvar Hedlund avled den 12 september 1984. Konkursboet köptes och tillverkningen av stugorna flyttades till det nybildade företaget Arbrå-Stugan i Högsby i Småland.

## Martin Erikssons Snickeri
Martin Erikssons Snickeri var en snickeriverkstad i Arbrå mellan åren 1944 och 1972.
Martin Fredrik Leander Eriksson var född 18 juli 1907 i Hof i Vallsta, död 10 september 1992. Han gifte sig med Anna Kristina, född Norén den 29 oktober 1910. Martin Eriksson (kallad millimeter-Martin för sin noggrannhet), började efter fullgjord skolgång att arbeta vid Arbrå Såg- och Tegelbruk 1920. När företaget gick i konkurs flyttade han 1936 till Karlskoga och fick arbete vid Lomhyttans såg som hyvlare. Han återvände till Arbrå 1937 som hyvlare på Ygs Ångsåg. 1938 fick han fast arbete vid Knut Burmans Möbel- och inredningsfabrik i Kyrkbyn men övergick 1943 till Bertil Olssons Fabriks AB i Forsbro.
År 1944 byggde han egen snickeriverkstad med bostad på övre våningen i södra delen av Arbrå samhälle. Där tillverkade han köksinredningar, dörrar och fönster, men massproduktion hos konkurrenter gjorde det olönsamt. Han hade redan 1947 konstruerat ett hopfällbart bord som blev patentskyddat. Borden tillverkades i tre längder och två bredder, främst avsedda för samlingslokaler och skolbespisningar. Bolaget Skriv och Rit i Gävle försäkrade sig på ett tidigt stadium om ensamrätten till försäljning. Som mest hade snickeriet fyra anställda. När konkurrensen på fällbara bord blev för stor övergick han till tillverkning av kaffebrickor, pigtittare mm och verksamheten pågick till 1972. Tillsammans med grannen Gustaf Wikström ordnade Martin Eriksson i början på 1950-talet en lekplats på södra delen av tomten, kallad "Romerska ringarna".

## Sven Linde Bygg AB
Sven Linde Bygg AB var en byggfirma i Arbrå mellan åren 1971 och 2004.
Företaget bildades 1971 av Sven Linde, född 1910 i Bollnäs, död 1989. Han hade tidigare drivit Arbrå Byggtjänst som enskild firma, men började sin byggbana i Stockholm 1940, innan han återvände till Hälsingland. Bolaget övertogs i slutet av 1970-talet av sonen Paul, född i Stockholm 1941, död 2022, som drev företaget till 2004, då det gick i konkurs i spåren av lågkonjunkturen.
Den enskilda firman och aktiebolaget har byggt det mesta av byggnaderna i Arbrå samhälle, bl.a. Forum, ICA-huset, Ängslundas huvudbyggnad, simhallen, brandstationen, en del av kvarteret Skolmästaren, Lilla Häggen, Stora Häggen, Ytonghusen på Tomta täkten, Ytonghusen i Norränge, egnahemsvillor på kvarteret Tallbacken, andra våningen på Fortums södra kontor, en ny del av plåtverkstaden på Arbrå Verkstads AB, flera egnahem i samhället samt hyreshus i Alfta och Edsbyn och ställverksbyggnader och service till AB Hälsingekraft, senare Fortum.

## Bilder

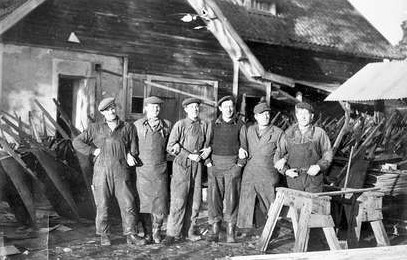
Albert Edmans Mekaniska Verkstad. Arbetsstyrkan 1949.
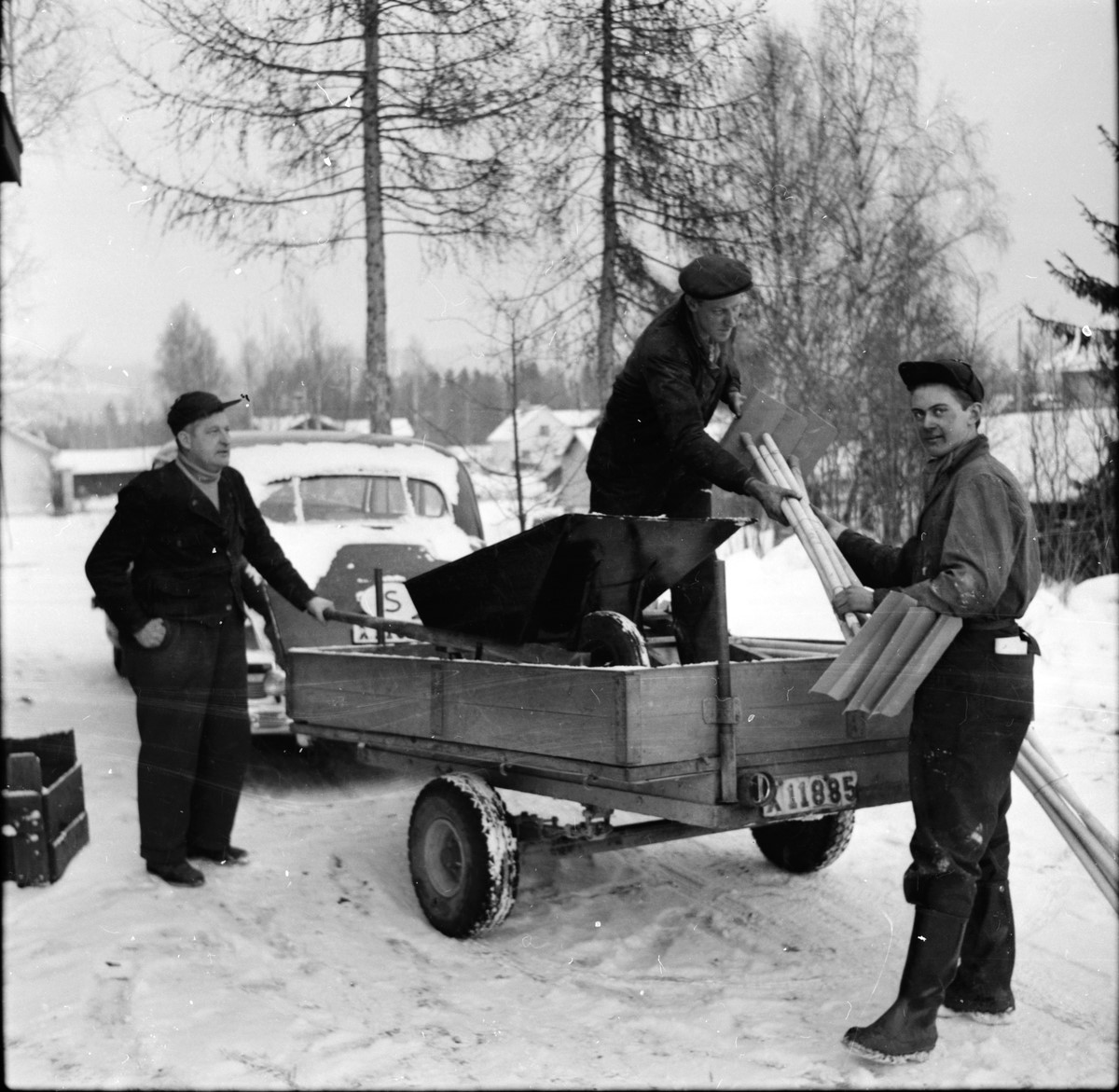
Albert Edmans Mekaniska Verkstad, Lastning av skottkärra 1949.
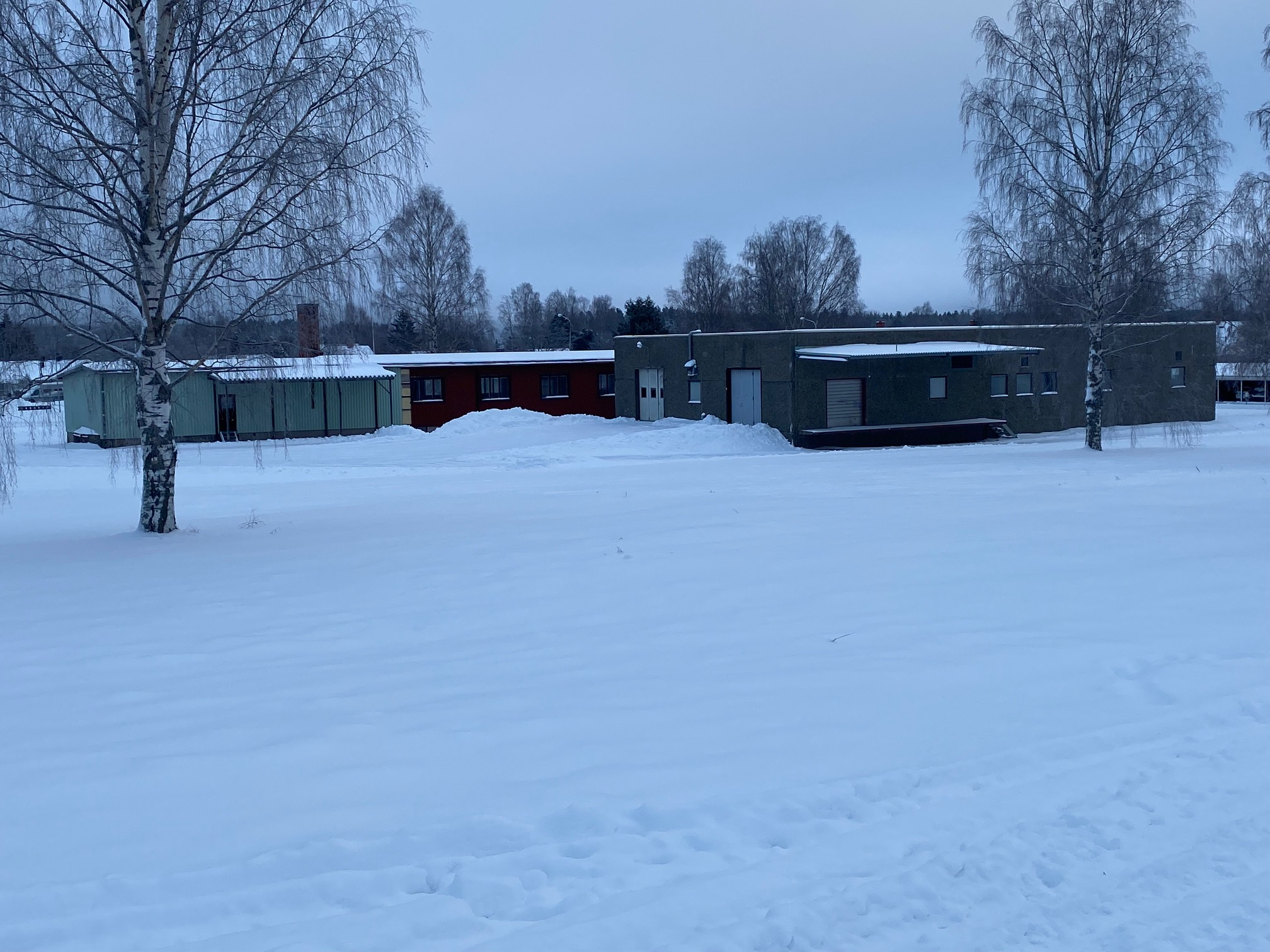
Arbrå Träprodukter, "Skyddad Verkstad" (Exellan), bild tagen 2023.
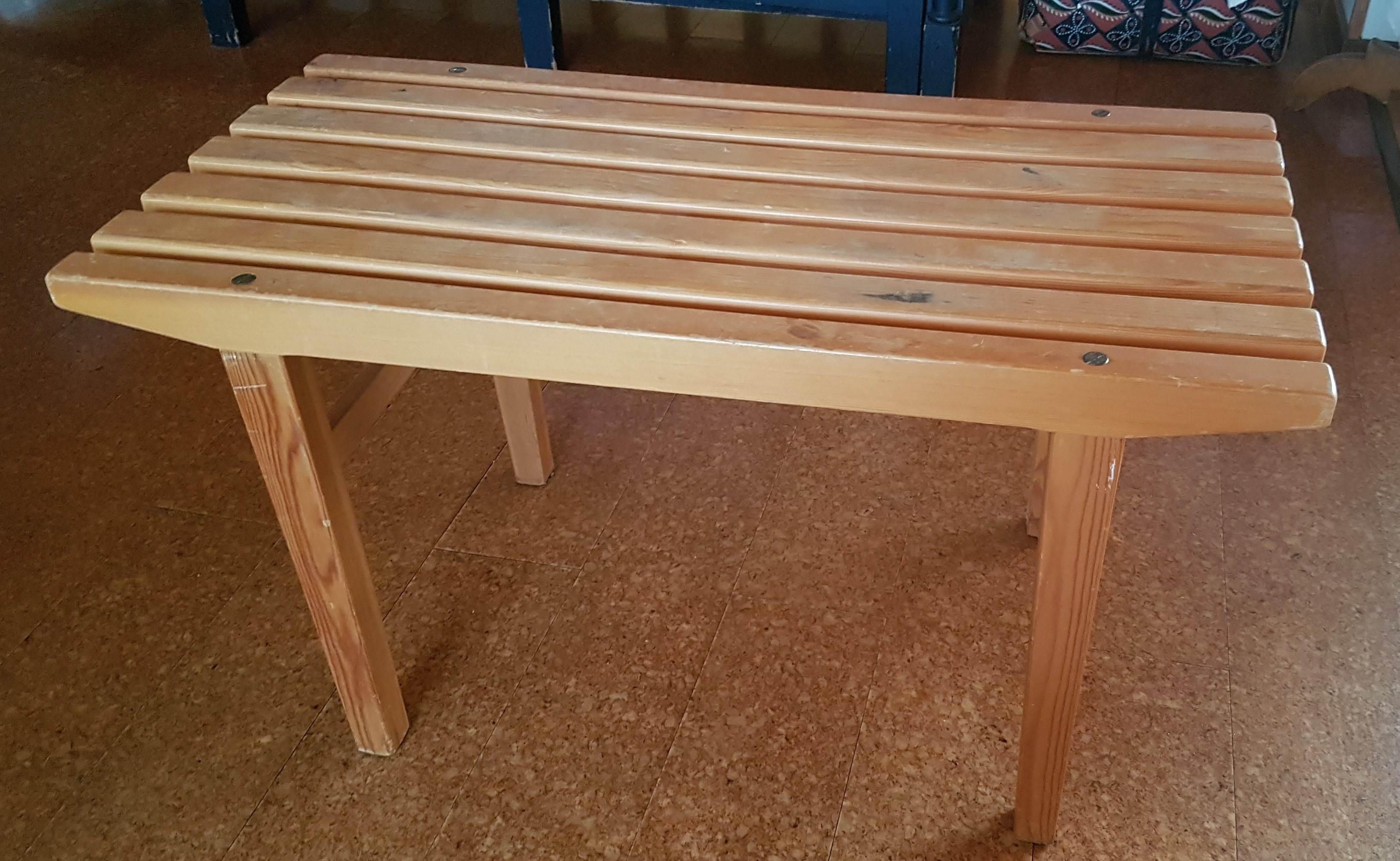
Arbrå Träprodukter, Ribbänk.
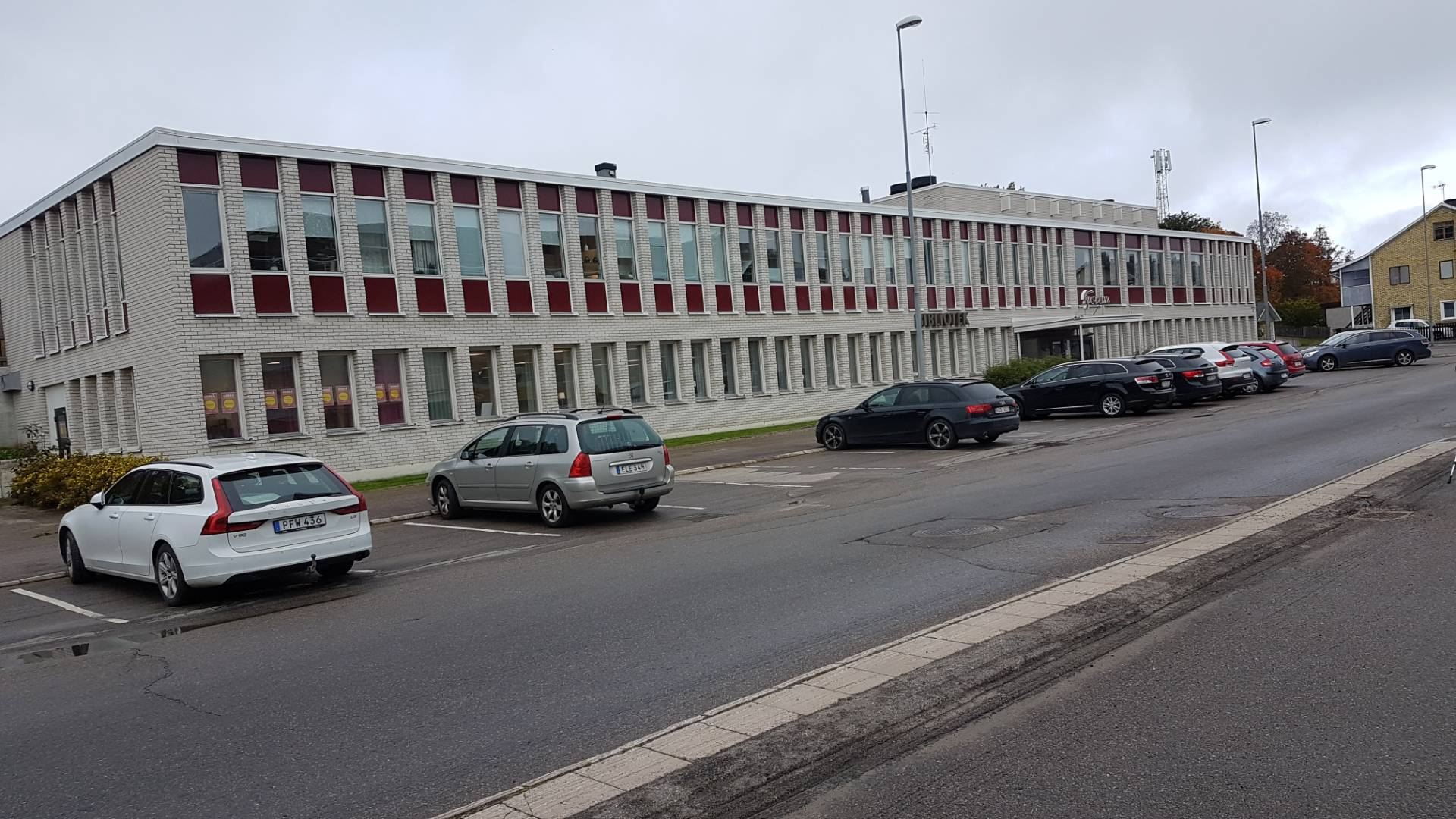
Lindes Bygg AB, Forum Medborgarhus, invigt 1970.
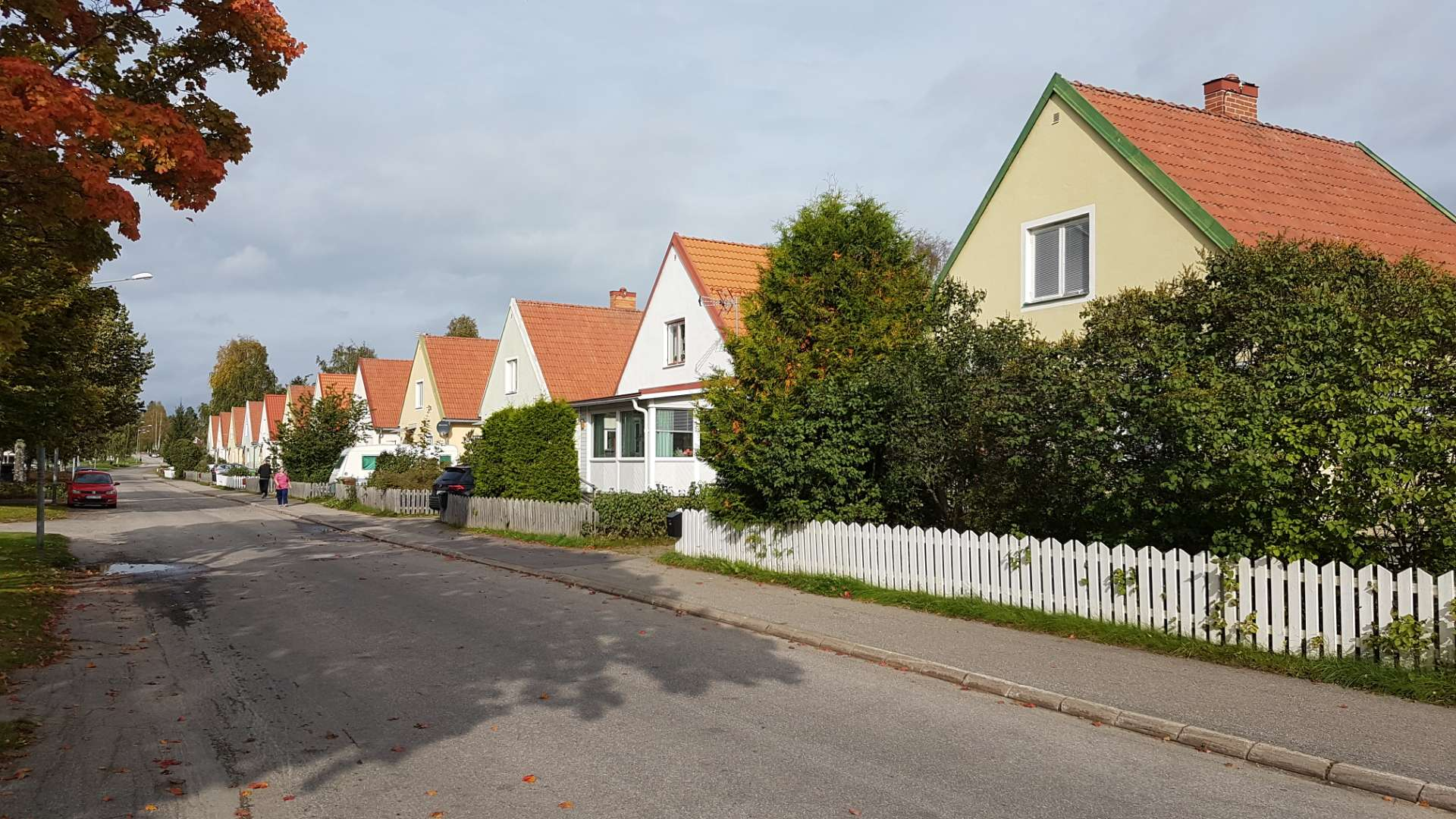
Lindes Bygg AB, Stora Häggen, byggt 1958.